# ریاضیات ستاره‌شناسی
بدلیل وابستگی علم ستاره‌شناسی به علم فیزیک که خود این علم، دانش اندازه‌گیری و محاسبه است، وجود روش هایی برای محاسبات ریاضی در نجوم لازم و غیرقابل اجتناب می‌نماید. در ادامه انواع متفاوتی از این محاسبات فهرست شده‌اند.

## محاسبات در منظومه شمسی
- محاسبه فاصله شی نامشخصی در مدار زمین (این شی ممکن است ماهواره یا ماه یا هر چیز دیگر باشد).

- محاسبه فاصله شی نا مشخص از خورشید

- تعیین مدار شی نامشخص به دور خورشید

- تعیین مدار قمر به دور سیاره "قمر مصنوعی یا طبیعی"

- محاسبه شتاب جسم در حال سقوط در سیاره

- محاسبه سرعت فرار از سطح جسم

## محاسبات داخل کهکشان
- محاسبه فاصله ستاره‌ها از منظومه شمسی

- محاسبه قطر ستاره

- محاسبه قطر اجرام غیر ستاره ای

- محاسبه وجود سیاره در اطراف ستاره

- تعیین مدار سیاره خارج از زمین

- تعیین جنس سیاره خارج از منظومه

- پیدا کردن کمربند حیات به دور ستارخ

## محاسبات کیهانی
- قاصله کهکشان دیگر ازما با استفاده از ستاره‌های متغیر

- قاصله کهکشان دیگر ازما بدون استفاده از ستاره‌های متغیر

- محاسبه سرعت فرار اجسام

- محاسله عمر جهان

## محاسبات سیاهچاله‌ها
- محاسبه احتمال وجود سیاه چاله

- محاسبه شعاع سیاه چاله

- محاسبه وزن سیاه چاله

## محاسبه ثابتهای فیزیکی
- محاسبه ثابت جهانی گرانش

- محاسبه ثابت هابل

- محاسبه ثابت کیهان‌شناسی

- محاسبه سرعت نور